# Облагородження
Облагородження (рос. облагораживание, англ. improvement, upgrading; нім. Veredelung f) — у промисловості — покращання якості сировини, наприклад, вугілля перед його подальшим використанням.
Приклади О.: вугілля при його гідравлічному транспортуванні шляхом обмаслення (особливо коксівного вугілля), вугілля солоного шляхом різних добавок, які зменшують шкідливу дію солей тощо.

## Методи облагороджування ювелірних каменів

### Термічна обробка (відпал).
Даний метод облагородження відноситься до найпоширеніших методів обробки ювелірних каменів і застосовується для поліпшення їх кольору або якості. Властивості, придбані каменем в результаті даного виду облагородження, є стійкими і не змінюються з плином часу.
Камені, призначені для відпалу, поміщають в спеціальну піч, де відбувається їх нагрівання (максимальна температура відпалу для різних каменів може перевищувати 2000 градусів по цельсію) і подальше охолодження. Важливими параметрами термічної обробки є середовище, в якому відбувається відпал (відновна, окислювальна, нейтральна), швидкість нагріву і охолодження, час витримки при максимальній температурі.
Багато ювелірних каменів, таких як танзаніт, аквамарин, блакитний циркон, цитрин піддаються відпалу вже протягом декількох десятиліть, причому облагороджування є невід'ємною частиною виробничого процесу. У більшості випадків при продажу таких каменів факт облагороджування не афішується.

### Дифузійна обробка.
Цей вид облагородження можна розглядати як самостійний метод або як різновид термічної обробки. Сутність дифузійного методу полягає в тому, що камені контактують зі спеціальними речовинами, що містять елементи, які відповідають за утворення в мінералах забарвлення (наприклад, залізо, титан, хром, марганець та ін.). При нагріванні ці елементи дифундують в кристалічну решітку мінералу, утворюючи центри забарвлення і змінюючи колір мінералу.
Вважається, що метод був відкритий в 1949 р. під час дослідів з синтетичними корундом Вернейля, при спробах створити синтетичні корунд з ефектом астеризму. Широке комерційне використання методу починається в кінці 70-х років XX століття з появою на ринку в 1975 році перших диффузно оброблених сапфірів з яскраво-синім насиченим забарвленням.

### Опромінення
Цей метод обробки пішов від природного процесу радіаційного опромінення дорогоцінних каменів в земній корі, в результаті якого вони змінюють свій колір. Правда, в природі це довгограюче явище — воно триває мільйони років. Людина лише знайшла спосіб прискорити процес, і тепер облагородження радіаційним опроміненням — поширений метод обробки, завдяки якому отримують діаманти, блакитні топази, всі ювелірні кварци (аметисти, цитрини). До переваг цього методу можна віднести його стабільний результат — опромінені дорогоцінні камені, за дуже рідким винятком, назавжди зберігають колір, що набули.
При правильно виконаному електронному або нейронному опроміненні камінь впродовж приблизно 2 тижнів практично перестає бути радіоактивним і стає безпечним для людини.